# Nokia 603
Il Nokia 603 è uno smartphone della Nokia.
È caratterizzato da un processore a 1 GHz, da 512 MB di SDRAM, da uno schermo full touch AMOLED nHD da 3,5 pollici e da una fotocamera a 5 mpx. Registra video in HD 720p a 30 fotogrammi al secondo, ed è dotato di tecnologia Bluetooth 3.0 e di Near Field Communication